# Великая стена Геркулес — Северная Корона
Великая стена Геркулес — Северная Корона — огромная плоская суперструктура из галактик размером более 10 млрд световых лет, составляющая около 10 % от диаметра наблюдаемой Вселенной. Крупнейшая в наблюдаемой Вселенной крупномасштабная структура, открытая в ноябре 2013 года по результатам наблюдений за вспышками гамма-излучения, выполнявшихся в 1997–2012 годах Иштваном Хорватом и Жёлтом Багойем из Национального университета государственной службы в Будапеште (Венгрия), а также Йоном Хаккилой из Чарльстонского колледжа в Южной Каролине (США).
Открытие было сделано с использованием данных, полученных из космической обсерватории Swift.

## Характеристики
Структура представляет собой «стену» или условную «плоскость», состоящую из групп галактик, соединённых гравитацией, протяжённостью в 10 млрд световых лет (3 гигапарсека) по наибольшему направлению и 7,2 млрд световых лет (2,2 гигапарсек или 150 000 км/c в определении красного смещения) в другом направлении. Красное смещение структуры составляет 1,6–2,1 (≈10 млрд световых лет) в направлении созвездий Геркулес и Северная Корона.

## Обнаружение
Всплески гамма-излучения являются самыми мощными выбросами энергии в наблюдаемой Вселенной и происходят на огромных и удалённых звёздах, вращающихся с высокой скоростью. Такие вспышки очень редки: в галактике размером с Млечный путь они происходят раз в несколько миллионов лет. Таким образом, вспышки являются количественными индикаторами интенсивности распада материи — то есть активности, присущей галактикам — и большое количество вспышек означает высокую концентрацию материи и, соответственно, наличие большого числа галактик.
В исследовании все всплески с известным красным смещением были разбиты по нему на 9 групп по 31 всплеску в каждой. В группе с красным смещением от 1.6 до 2.1 14 вспышек оказались сконцентрированы в области с угловым радиусом 45°. Это означает, что на расстояниях, соответствующих данному красному смещению, галактики распределены неравномерно, и в одном направлении их существенно больше, чем в других.

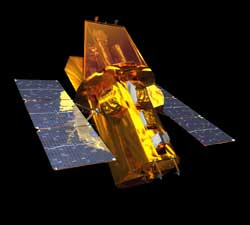
Данные, приведшие к открытию, были получены с обсерватории SWIFT

## Проблема однородности
Обнаружение таких сверхбольших структур представляет собой проблему для современной космологии. Согласно космологическому принципу, на очень большом масштабе наблюдений Вселенная должна быть однородной и изотропной, то есть флуктуации в массе и структуре материи между различными областями Вселенной должны быть очень незначительными. По современным представлениям, масштаб, на котором должна проявляться однородность, составляет 250—300 млн световых лет (так называемый «конец величия», англ. End of Greatness). Никакие неоднородные структуры бо́льших размеров не должны существовать. Однако уже обнаруженная в 2003 году Великая стена Слоуна имеет размер 1,37 млрд световых лет, в 4,5 раза больше предсказанного масштаба. Громадная группа квазаров имеет размер 4 млрд световых лет, что в 13,5 раза больше. Обнаружение же стены Геркулес-Северная Корона, неоднородной структуры размером более чем в 30 раз больше предсказанного масштаба, ставит под сомнение сам космологический принцип.
Кроме того, расстояние в 10 млрд световых лет означает, что мы наблюдаем данную структуру такой, какой она была 10 миллиардов лет назад, или спустя 3,79 миллиарда лет после Большого Взрыва. Существующие модели эволюции Вселенной не допускают формирование на этом этапе таких сложных и массивных структур. Пока не существует гипотезы, каким образом такая большая структура могла сформироваться за относительно короткий срок.